# なすび (タレント)
なすび（本名：浜津 智明（はまつ ともあき）、1975年8月3日 - ）は、福島県を拠点に活躍する日本のタレント、俳優。福島市立渡利小学校、福島市立蓬萊中学校、福島県立福島東高等学校、専修大学法学部卒業。劇団「なす我儘（がまま）」主宰、劇団丸福ボンバーズ参加中。所属事務所はNF.L。血液型はO型。

## 来歴
芸名は、ナスのような30cmの長い顔に由来。家族は普通の大きさの顔であるため「両親とは血が繋がってないのではないか」と疑心暗鬼になったこともある。
かつては覇王樹（さぼてん）というお笑いコンビを組んでおり、当時は本名の「浜津智明」名義で活動していた。また、コンビ時代に「ダウンタウンのごっつええ感じ」に出演したこともある。元の所属事務所はワタナベエンターテインメント。
後述する『進ぬ!電波少年』への出演で一躍有名になったが、この番組での「懸賞生活」のイメージが強すぎたこともあり、お笑い芸人としては売れなかった。『電波少年』への出演後は、出身地である福島で冠番組を持ち、ローカルタレントとして活動。
一方で、憧れの存在である渥美清を目指し、喜劇俳優としての活動を本格化させる。2002年に劇団「なす我儘（がまま）」を立ち上げ、座長を務める。以後は舞台を中心に活動。
2005年、テレビドラマ『電車男』出演をきっかけに俳優としての出演も増えている。2008年には、サウンドノベルゲーム「428 〜封鎖された渋谷で〜」において、怪しげな栄養ドリンクを売りさばこうとする実業家として登場している。
2011年、統一教会が実質的に主催するサッカーイベント「ONE KOREA CUP in Japan」に参加し批判を浴びた。
2011年3月に発生した東日本大震災で地元福島県が被災したのを機に被災地の復興支援にも精力的に取り組んでおり、熊本地震（2016年）や西日本豪雨（2018年）、能登半島地震（2024年）などのボランティア活動に参加している。
2023年9月、半生を追ったドキュメンタリー映画『ザ・コンテスタント』が英国で制作され、カナダの第48回トロント国際映画祭で上映される。
2024年3月25日、福島県会津美里町観光大使に任命される。能登半島地震の災害ボランティアをした縁で、2024年8月8日に石川県観光大使に就任。

## 人物
- 趣味はお菓子作り。父は警察官であり、自身も俳優になれなかったら警察官を目指そうと考えていた。
- サッカーの元日本代表の高原直泰とは親友で、一緒にテレビゲームなどをする仲だった。本人達曰く「無理せず気も使わずずっと一緒に居れる」と語る。

## 懸賞生活
日本テレビ系列で放映されていたバラエティー番組『進ぬ!電波少年』で開催された「運だけが頼りの企画」のオーディションでくじ引きを当て合格。「人は懸賞だけで生活をしていけるか」をテーマに掲げて放送された「電波少年的懸賞生活」のチャレンジャーとなった。アパートの一室に監禁され、文字通り裸一貫からスタートして、様々な懸賞に応募。日本と韓国を舞台に1998年から1999年の1年3ヶ月にわたってそれぞれの目標商品総額（日本では100万円、韓国では日本までの片道飛行機代の81万6000ウォン）をクリアした。
懸賞生活をテレビ放映していた事は本人には知らされておらず、本人の知らぬ間に有名人になっていた。懸賞生活中にテレビを当てたものの、ケーブルやアンテナがなくテレビ番組を見ることができなかったためである。
懸賞生活の日々を綴った書籍『懸賞日記』も出版され、ベストセラーとなった。また、「世界で最も長く懸賞生活を続けた人」としてギネスブックにも掲載された。その企画終了後に行われた記者会見で、「また同じような企画があったらやってみたいですか?」との質問に「懸賞生活につきましては、もう金輪際二度とやりたくありません」と答えている。懸賞生活終了後は、有名にはなったものの「自分のやりたいことと世間のイメージとのギャップに悩んだ」とも語っている。懸賞生活開始当時は専修大学法学部の4年生だったが、企画参加のために、出席日数が不足したため、留年せざるを得なくなった。しかし、担当教授がたまたまテレビでなすびの懸賞生活を目にし、学籍を維持してくれたため、企画終了後に通学を再開して卒業した。その懸賞生活の開始から終了まで髪・髭・爪が伸び続けていたが、爪は1998年7月に当たった裁縫セットのハサミで切っている。
第二日本テレビの企画で、小島よしおが「電波少年的懸賞生活2009」に挑んだときに、ドロンズや有吉弘行（元・猿岩石）など『電波少年』に出演したタレントが出演し、プロデューサーの土屋敏男と当時の裏話で盛り上がったが、なすびは出演せず、土屋によると「出演依頼をしたが『今は土屋さんと会う気になれない』と拒否された」と語っている。
「電波少年」での1年3ヶ月の経験は、現在の活動にも強く影響を与えており、「精神力が鍛えられて、タフになりました。底が深くなったと思います。あの時はずっと一人でいて、同じ作業の繰り返しがつらかった。あの時の苦労を思えば、何でもできます。番組が終わって、精神的におかしくなった時期があって。何度も死のうと思いました。そんなこともあり、『やりたいことをやらなければ損』と思うようになりました。今は、やりたいことをやっています。舞台中心に役者活動ができていますし、幸福を追求しています」等と述べている。
2020年、新型コロナウイルスの感染拡大を受けた外出自粛ムードの中で、1年3ヶ月の懸賞生活で培った内容をツイートし、反響を呼んだ。

## エベレスト挑戦
1度目の挑戦
2013年、東日本大震災で被災した故郷・福島県の復活と再生を祈願しエベレスト登山を実行、なすびは90リットルのザックを背負って、通常1週間かかる麓までの行程を3日でこなした。
5月20日に登頂への最終アタックを行うも、山頂から100メートル下の8700メートルの南峰までたどりついたところで問題が発覚し、「登っていくスピードが足りなかったために、酸素がもたないとわかった」ことから無念の撤退となり、エベレスト登頂はならなかった。
2度目の挑戦
2014年にも募金で数百万円を集めエベレストに再挑戦するが、大規模な雪崩発生によりシェルパが登山をボイコットしたため、登頂を断念することになった。
3度目の挑戦
2015年に再び募金で数百万円集め、みたびエベレストに挑むが、4月25日に発生した大地震と、ベースキャンプで起きた氷河崩落事故の影響で断念。
4度目の挑戦
2016年5月19日、4度目の挑戦にして遂に登頂に成功した。
このエベレスト登頂成功が話題になり、その後多くのテレビ番組に出演した際、必然的に懸賞生活を引き合いに出され、その際なすびは「『もう一度懸賞生活やってくれ』と言われたら『それなら僕はエベレストに100回登ります』と答えます」と語っている。

## 出演

### テレビドラマ
- OUT〜妻たちの犯罪〜（1999年10月 - 12月、フジテレビ） - 上原刑事 役
- サイコメトラーEIJI 特別版（2000年9月24日、日本テレビ） - クリーニング屋 役
- 電車男（フジテレビ、2005年7月 - 10月、2006年9月） - ハンドルネーム「名無しカップル男」 役
- TRICK 新作スペシャル1（2005年11月13日、テレビ朝日） - 神部明 役
- 嫌われ松子の一生（2006年10 - 12月、TBS）
- 月曜ゴールデン「捜し屋★諸星光介が走る! 3」（2007年4月16日、TBS）
- 上海タイフーン（2008年9月、NHK）
- 水戸黄門（TBS）
  - 第39部第5話「ゴリ押し父子の悪企み・赤穂」（2008年11月10日） - 繁太郎 役
  - 第40部第17話「暴かれた芭蕉の正体!?・山中」（2009年11月30日） - 若連 役
- ケータイ捜査官7 第36話「ともだち」（2009年1月14日、テレビ東京）
- アタシんちの男子（2009年4月 - 6月、フジテレビ）
- 仮面ライダーW（2009年9月 - 2010年8月、テレビ朝日） - ウォッチャマン 役
- ラストメール2〜いちじく白書〜（2009年、BS朝日） - 那須ゴロー 役
- 宇宙犬作戦  第5話（2010年8月20日、テレビ東京） - オソレ 役
- グッドライフ〜ありがとう、パパ。さよなら〜 第1話（2011年4月19日、関西テレビ） - コンビニ店員 役
- 461個のありがとう〜愛情弁当が育んだ父と子の絆〜（2015年3月、NHK-BSプレミアム） - 佐土原 役
- 時効警察（2019年） - ナスB
- 連続テレビ小説 らんまん 第96話以降（2023年8月14日、NHK） - 荷物配達の男 役
- MADDER その事件、ワタシが犯人です（2025年4月11日 - 6月13日、関西テレビ・フジテレビ） - 門倉幸太郎 役[18]

### バラエティ
- ダウンタウンのごっつええ感じ（（1997年5月11日、フジテレビ） - 「第1回紅白若手お笑いリアクション大合戦!!」 「覇王樹」時代に出演）
- 進ぬ!電波少年（1998年1月 - 1999年3月、日本テレビ）
- おしゃれカンケイ（1999年、日本テレビ） - ゲスト出演
- 志村けんのバカ殿様（1999年秋、フジテレビ） - ゲスト出演
- いろもん（日本テレビ） - ゲスト出演
- DAISUKI!（日本テレビ）
- マジカル頭脳パワー!!（1999年5月20日、日本テレビ）
- 超豪華!史上最強!ものまねバトル大賞（2000年1月1日、日本テレビ）
- メレンゲの気持ち（1999年 - 2000年、日本テレビ）
- 天才てれびくんワイド（2000年 - 2002年、NHK教育）
- 年中夢中コンビニ宴ス（2000年 - 2001年、テレビ朝日）
- 千葉さん一家のWeekend（2004年 - 2005年、千葉テレビ）
- THE占い（2005年9月24日、テレビ東京） - ゲスト出演
- なすびの目八丁耳八丁（2007年3月31日終了、テレビユー福島）
- なすびが行く 人情編 （2009年3月28日終了、「なすびの目八丁耳八丁」の後継番組）
- もったいなすびのエコひいき!（「なすびが行く 人情編」の後継番組、2010年3月20日終了）
- 福島まるごとライブ ヨジデス（2017年 - 2021年、福島放送） - 月曜レギュラー
- 10万円でできるかな 懸賞に1万通応募したらどれくらい当たるかなスペシャル! (2018年11月12日・21日、テレビ朝日) - ゲスト出演[19]
- シェア!（2021年 - 、福島放送） - 水曜レギュラー

### ラジオ
- かっとびワイド（2015年4月 - 2018年9月、ラジオ福島）
- なすびのリゾート見聞録（ふくしまFM）
- Radio de Show ラジオでしょう（2018年10月 - 、ラジオ福島）
- まかせて!クールチョイス（2018年10月 - 、FMポコ）

### ドキュメンタリー
- 報道の魂「なすび、残された100メートル〜ふるさと・福島を応援するということ〜」（2014年3月16日、TBS）
- This American Life（英語版） 「529: Human Spectacle」（2014年6月27日、WBEZ シカゴ公共ラジオ）
- JNN報道特別番組「Nスタ3.11震災5年 記憶を未来に伝える力」（2016年3月11日、TBS） - 福島県南相馬市から中継出演

### CM
- うまかっちゃん（ハウス食品） - このCMは「電波少年的懸賞生活」でなすびが日本でのゴールをした時にご褒美として食べていたラーメンがハウス食品の製品であったため、この時の映像とタイアップされたものである。
- 超ひもQ（明治）

### 映画
- 少女・an adolescent（2001年、ゼロ・ピクチュアズ）
- Rodeo Drive（ロデオドライブ）（2003年、ケイエスエス）
- るにん（2004年、ゼロ・ピクチュアズ）
- M（2007年） - 主人公、正木稔の同僚 役
- 仮面ライダーシリーズ - ウォッチャマン 役
  - 仮面ライダー×仮面ライダー W&ディケイド MOVIE大戦2010（2009年、東映）
  - 仮面ライダーW FOREVER AtoZ/運命のガイアメモリ（2010年、東映）
  - 仮面ライダー×仮面ライダー オーズ&ダブル feat.スカル MOVIE大戦CORE（2010年12月、東映）
- 紲〜庵治石の味〜（2010年） - 東野五郎 役
- ザ・コンテスタント（2023年） - 半生を追ったドキュメンタリー映画[4][20]

### ネットムービー
- ネット版 仮面ライダーW FOREVER AtoZで爆笑26連発（2010年） - ウォッチャマン 役

### ゲーム作品
- 電波少年的懸賞生活ソフト なすびの部屋（1999年、ドリームキャスト、ハドソン）
- 428 〜封鎖された渋谷で〜（柳下純一）

### DVD
- 電波少年 BEST OF BEST 雷波もね！（電波少年的懸賞生活、2010年）
- 声優グランプリ公認!声優界<雀王>決定戦! <J-1グランプリ> Vol.1 DVD（2008年）
- 声優グランプリ公認!声優界<雀王>決定戦! <J-1グランプリ> Vol.2 DVD（2009年）
- 声優グランプリ公認!声優界<雀王>決定戦! <J-1グランプリ> Vol.3 DVD（2010年）
- 声優グランプリ公認!声優界<雀王>決定戦! <J-1グランプリ> TheFinal DVD（2012年）

### 書籍
- 懸賞日記（壱）（1998年3月、日本テレビ放送網、ISBN 978-4820396888）
- 懸賞日記（弐）（1998年6月、日本テレビ放送網、ISBN 978-4820396932）
- 懸賞日記（参）（1998年9月、日本テレビ放送網、ISBN 978-4820397014）
- 懸賞日記（四）（1998年12月、日本テレビ放送網、ISBN 978-4820397113）
- 懸賞日記in KOREA（第一巻）（1999年3月、日本テレビ放送網、ISBN 978-4820397205）
- 懸賞日記in KOREA（第二巻）（1999年4月、日本テレビ放送網、ISBN 978-4820397236）

### 舞台
- 天才てれびくんMAX in NHKホール ロック星の叫び プラズマ宇宙旅行（2004年夏、NHKホール）
- 劇団男魂 第12回本公演「バカデカ」（2012年8月5日-12日、テアトルBONBON）[21]
- フラガール’23（2023年10月5日 - 15日、赤坂RED THEATER）[22]
  - フラガール'24（2024年10月1日 - 27日、赤坂RED/THEATER 他）[23]